# Młyn nad Flossą
Młyn nad Flossą (ang. The Mill on the Floss) – powieść angielskiej pisarki George Eliot (właśc. Mary Ann Evans), po raz pierwszy wydana w 1860 roku. Jedna z siedmiu powieści autorki, uznawana przez większość krytyków i historyków literatury za jedno z jej największych osiągnięć. 

## Okoliczności powstania utworu
Młyn nad Flossą powstał w najpłodniejszym, pięcioletnim okresie twórczości George Eliot, który rozpoczął się w 1857 roku. Wówczas na łamach „Blackwood's Magazine” została wydana jej pierwsza opowieść, Smutne koleje losu wielebnego Amosa Bartona (The Sad Fortunes of the Rev. Amos Barton), a następnie dwie kolejne, tworząc cykl Sceny z życia duchownych (Scenes of Clerical Life). Wszystkie utwory Mary Ann Evans opublikowała pod swoim męskim pseudonimem „George Eliot”. Wydana w 1859 roku pierwsza powieść pisarki, Adam Bede, zyskała ogromną popularność i stała się wydarzeniem literackim. 
Zanim więc Mary Ann Evans przystąpiła do pisania Młyna nad Flossą, miała już za sobą doświadczenie literackie, ale także edytorskie i publicystyczne. Jak wynika z zapisków pisarki w jej dzienniku, prace nad Młynem nad Flossą rozpoczęła w 1859 roku. W kwietniu następnego roku Młyn nad Flossą wydał John Blackwood; była to edycja trzytomowa o łącznej liczbie sześciu tysięcy egzemplarzy. Nakład został sprzedany w ciągu kilku tygodniu, ale kolejne edycje nie rozeszły się już tak szybko. Jeszcze w tym samym roku Blackwood wydał dodatkowo pięćset egzemplarzy; z końcem 1860 roku drugą edycję, dwutomową, a w 1862 jednotomową. W 1867 roku ukazała się edycja z ilustracjami. Powieść została także wydana w Lipsku i w USA (wyd. Ticknor i Fields).
Recenzje opublikowane zaraz po wydaniu książki ogólnie były przychylne, chociaż niepozbawione zastrzeżeń. Choć Młyn nad Flossą nie został przyjęty tak dobrze jak wcześniejszy Adam Bede, to utrwalił on pozycję George Eliot jako poważnej i liczącej się pisarki. 

## Czas i miejsce akcji
Akcja powieści rozpoczyna się w lutym 1829 roku, a kończy w 1838 roku. Autorka wystrzega się jednak dokładnego precyzowania czasu, popełniając także różne niekonsekwencje w podawanym wieku bohaterów. 
Miejscem akcji jest fikcyjna miejscowość St. Ogg's w Anglii (prawdopodobnie gdzieś na północnym wschodzie kraju), położona nad rzeką Flossą. Także święty Ogg, patron miejscowości, i związana z nim legenda zostały wymyślone przez pisarkę. Tytułowy młyn Dorlcote, w którym rozgrywa się większa część powieści, nie znajduje się dokładnie nad Flossą, a nad jej małym dopływem – rzeczką Ripple. 

## Opis fabuły
Madzia i Tomek Tulliverowie mieszkają wraz z rodzicami w młynie Dorclote, od pięciu pokoleń znajdującym się w rękach ich rodziny. Rodzeństwo znacząco różni się od siebie, zarówno pod względem wyglądu, charakteru, jak i upodobań. Żywa, inteligentna i emocjonalna Madzia jest źródłem niepokoju i niezadowolenia dla swojej matki, która wolałaby, aby jej córka była posłuszniejsza i aby nie miała tak ciemnych włosów i karnacji. Starszy brat, choć niezainteresowany nauką i książkami tak, jak siostra, ma być wysłany do pastora Stellinga w celu zdobycia wykształcenia. Zanim chłopiec wyjedzie na naukę, w domu dochodzi do rodzinnej kłótni, a Madzia staje się obiektem nieustającej krytyki. Nieszczęśliwa dziewczynka próbuje nawet uciec z domu, przyłączając się do cygańskiego taboru. 
Nauka u pastora Stellinga okazuje się dla Tomka znacznie trudniejsza niż w dotychczasowej szkole. Wkrótce pod opiekę pastora zostaje oddany także drugi uczeń, Filip Wakem, syn wroga pana Tullivera. Przebywająca na pensji Madzia odwiedza Tomka i zaprzyjaźnia się z kalekim Filipem. W czasie nauki rodzeństwa ich ojciec przystępuje do procesu z Wakemem i przegrywa go. W efekcie rodzina traci młyn i cały majątek, a Tulliver popada w ciężką chorobę. Madzia i Tomek wracają do domu; aby pomóc rodzinie, szesnastoletni chłopiec podejmuje się pracy w przedsiębiorstwie swojego wuja. Niemal wszystkie dobra Tulleverów zostają wyprzedane na licytacji, a młyn Dorclote sprzedany Wakemowi. Tulliver pozostaje jednak z rodziną w młynie, pracując dla Wakema i przysięgając sobie, że nigdy mu nie wybaczy doprowadzenia go do bankructwa. Pod wpływem poradnika O naśladowaniu Chrystusa Tomasza à Kempis osamotniona Madzia popada w rodzaj religijnego samoumartwienia. Ze stanu tego wyrywają ją potajemne spotkania z Filipem Wakemem, podczas których młodzi prowadzą długie rozmowy o literaturze i muzyce. Po roku spotkań para wyznaje sobie miłość, jednak wkrótce ich sekret odkrywa Tomek i zmusza siostrę do zerwania tej znajomości. 
Dzięki interesom prowadzonym przy pomocy sprytnego towarzysza dziecięcych zabaw, Tomek spłaca długi. Jednak w drodze powrotnej do domu szczęśliwy pan Tulliver spotyka Wakema i napada na niego. W wyniku tego ataku sam Tulliver choruje i umiera następnego dnia.
Mijają dwa lata. Madzia porzuca dotychczasową posadę nauczycielki i wraca na wakacje do St. Ogg's, do swojej kuzynki Lucy. Piękna i inteligentna dziewczyna poznaje tu narzeczonego Lucy, Stefana Guesta i ma okazję ponownie widywać się z Filipem Wakemem. Na przeszkodzie małżeństwa Madzi i Filipa stoi ojciec, którego opór ostatecznie zostaje złamany. Co więcej, Tomkowi udaje się odkupić od niego młyn. Jednak między dziewczyną a Stefanem wybucha niespodziewane uczucie, które Madzia stara się tłumić i postanawia nie kontynuować tej znajomości. Podczas samotnej wycieczki łódką po rzece Stefan odpływa zbyt daleko; proponuje Madzi ucieczkę i ślub. Przesiadają się na statek, który ma ich zabrać do najbliższego miasta, ale dziewczyna odrzuca oświadczyny Stefana. Uznaje, że nie ma prawa budować swojego szczęścia na nieszczęściu Lucy i Filipa. Porzuca zrozpaczonego Stefana i wraca do St. Ogg's, gdzie brat wraz z całą społecznością uznają ją za zhańbioną i wyrzekają się jej. W powszechnej opinii utrzymywała bowiem potajemne stosunki ze Stefanem, nie licząc się z Lucy i wykorzystując Filipa. Filip i Lucy wierzą jednak w uczciwość Madzi. 
W St. Ogg's jest powódź. Dziewczyna płynie do młyna, ratuje brata, ale niesione przez Flossę drewno zatapia łódkę z rodzeństwem. Ich ciała zostają znalezione razem, złączone uściskiem. Na grobie zostaje wyryta sentencja: I w śmierci swojej nie są rozłączni.

## Tłumaczenia
Wkrótce po wydaniu anglojęzycznym, powieść została przetłumaczona na inne języki: najwcześniej ukazała się wersja rosyjska (jako dodatek do miesięcznika „Otieczestwiennyje zapiski”, t. CXXXI-CXXXIII, 1860), następnie niemiecka (tłum. Juliusz Frese 1861), holenderska (tłum. J. van Westfheene 1861, tłum. P. Bruijn 1870) i francuska (tłum. François d’Albert Durade 1863).
Pierwsze polskie tłumaczenie powieści autorstwa Anny Przedpełskiej-Trzeciakowskiej ukazało się w 1960 roku w wydawnictwie „Czytelnik”, a więc sto lat po pierwszym wydaniu anglojęzycznym. W 1982 roku tłumaczenie to zostało wznowione przez „Czytelnika”, w 1991 roku wydane przez Ossolineum pod redakcją Aliny Szali w ramach II serii „Biblioteki Narodowej” (nr 234), a w 2008 wydane przez Świat Książki.

## Ekranizacje
Młyn nad Flossą stał się podstawą dla filmów (także telewizyjnych) i serialu:
- 1915: Młyn nad Flossą, reż. Eugene Moore
- 1937: Młyn nad Flossą, reż. Tim Whelan
- 1965: Młyn nad Flossą, film telewizyjny, reż. Rex Tucker
- 1978: Młyn nad Flossą, serial telewizyjny, reż. Ronald Wilson
- 1997: Młyn nad Flossą, film telewizyjny, reż. Graham Theakston